# Salix songarica
Salix songarica är en videväxtart som beskrevs av Nils Johan Andersson. Salix songarica ingår i släktet viden, och familjen videväxter. Inga underarter finns listade i Catalogue of Life.